# Ely, Minnesota
Ely este un oraș în comitatul Saint Louis, statul  Minnesota,  Statele Unite ale Americii. Orașul se află amplasat la altitudinea de 435 m deasupra n.m. la est de Lake Vermilion, se întinde pe o suprafață de 7,1 km² din care 7,0 km² este uscat și avea în anul 2000, 3.724 locuitori. Ely a fost declarat oraș în anul 1887, fiind denumit după Arthur Ely, un om de afaceri american.

## Demografie
La recensământul din 2000 orașul avea 3.724 loc. din care
97 % sunt albi
0,7 % sunt latino-americani
restul alte grupări etnice

## Personalități marcante
- Jessica Biel, fotomodel, actriță